# Норон-ла-Потри
Норо́н-ла-Потри́ (фр. Noron-la-Poterie) — коммуна во Франции, находится в регионе Нижняя Нормандия. Департамент коммуны — Кальвадос. Входит в состав кантона Бальруа. Округ коммуны — Байё.
Код INSEE коммуны — 14468.

## Население
Население коммуны на 2010 год составляло 342 человека.
| 1962 | 1968 | 1975 | 1982 | 1990 | 1999 | 2010 |
| ---- | ---- | ---- | ---- | ---- | ---- | ---- |
| 239  | 201  | 218  | 266  | 248  | 289  | 342  |

## Экономика
В 2010 году среди 221 человека трудоспособного возраста (15—64 лет) 171 были экономически активными, 50 — неактивными (показатель активности — 77,4 %, в 1999 году было 70,6 %). Из 171 активных жителей работали 162 человека (84 мужчины и 78 женщин), безработных было 9 (6 мужчин и 3 женщины). Среди 50 неактивных 15 человек были учениками или студентами, 25 — пенсионерами, 10 были неактивными по другим причинам.